# マリナーラソース

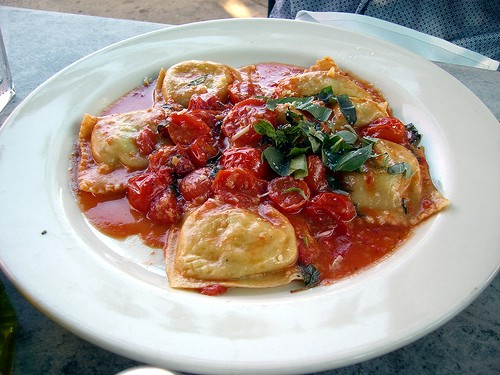
ラビオリ・マリナーラ

マリナーラソース、またはマリナラソース（英: marinara sauce）は、トマトソースの一種で、ピザ、パスタ、ラビオリなどのイタリア料理に使用される。その名称のマリナーラ (marinara) は、イタリア語で「船乗りの」を意味する形容詞で、イタリアのナポリの船乗りがよく食べていたことに由来している。
基本の材料はトマト、ニンニク、オリーブ・オイル、オレガノまたはバジルで、唐辛子や乾燥オレガノも加えても良い。「決して加えてはならないが、イタリア以外では往々にして加えられる材料」として玉ねぎ、ワイン、ミートボール、オリーブ、ケイパー、アンチョビ、トマトペースト、バターがある。「トマトソースがベースで、オレガノとバジルが加えられたもの」とも言い換えられる。肉類を使用していないため、あっさりとした味わいを持つ。

## 起源
マリナーラソースの起源にはいくつか俗説がある。一つは、16世紀半ばにスペイン人がトマトを新世界の果実としてヨーロッパに持ち込んだ後、ナポリの船に乗船していたコックが発明したというものである。元祖のレシピはシーフードを含まないため、トマトの強い酸のおかげで腐敗しにくかった。マリナーラソースはそのため、数百年もの間、長期の海の旅にかなう食べ物として、冷凍技術が発明されるまでその地位を確立していたという。別の説としては、マリナーラソースはナポリの船乗りの妻たちが彼らの海からの帰宅のために準備していたソースだというものがある。
上記のように起源を16世紀とする説がある一方、マリナーラソースの元ともなる「トマトソース」のレシピを初めて所収したイタリアの調理本は17世紀末まで確認されていない（ナポリのスペイン総督府幹部の給仕であったアントニオ・ラティーニが執筆し、1692年と1694年に分けて出版された『ロ・スカルコ・アラ・モデルナ』）。さらに、当時のトマトソースは後年でいうところのトマトサルサに近いものであった。

## マリナーラ・ピザ

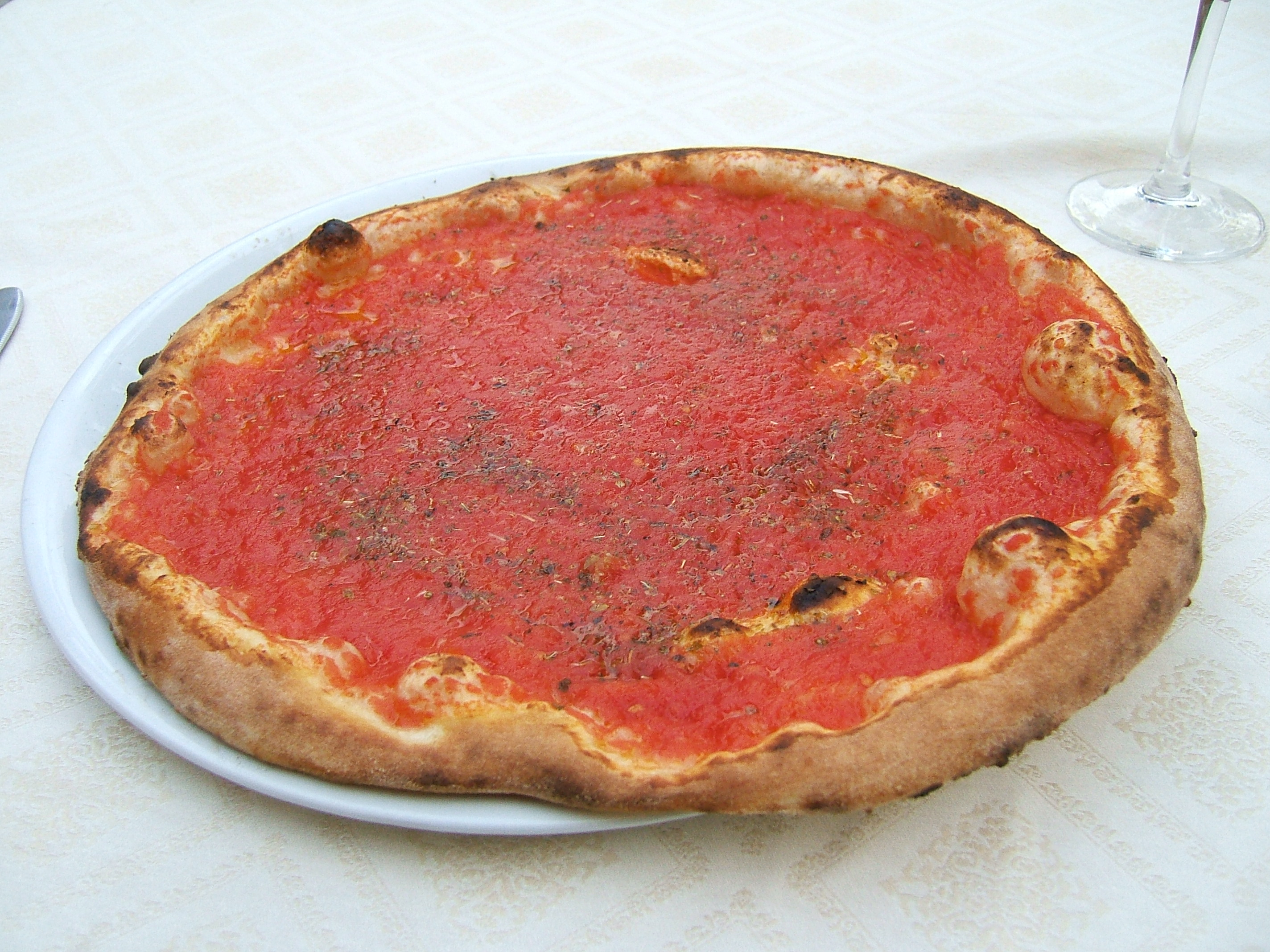
マリナーラ・ピザ

マリナーラソースを使用したピザである「マリナーラ・ピザ」は、ナポリピッツァのルーツとも言われている。イタリア語では「ピッツァ・アッラ・マリナーラ」 (Pizza alla marinara) で、日本語ではそれに由来して「ピッツァ・マリナーラ」と呼ばれることも多い。また、ピザが話題と分かっている場面では、単に「マリナーラ」と呼ばれることが多い。
16世紀に中南米から南イタリアへ伝わったトマトが広く食用に浸透した1734年に作られたものであり、ナポリの漁師たちが馴染みのパン屋にあり合わせのトマトとオリーブオイルを使って作らせたのが、きっかけである。
その後、ナポリで料理に愛用されていたオレガノとニンニクが加わり、現在ではイタリア全域に広まり、どのピッツェリアでも定番の一品となっている。一般的にチーズは使われず、シンプルな盛り付けとなっており、ピザメニューの中でも価格が安い。